# Discoglypha sanguinata
Discoglypha sanguinata är en fjärilsart som beskrevs av W. Warren 1896. Discoglypha sanguinata ingår i släktet Discoglypha och familjen mätare. Inga underarter finns listade i Catalogue of Life.